# Komitas Museum
Le Musée-Institut Komitas (arménien : Կոմիտասի թանգարան-ինստիտուտ) est un musée d'art ainsi et un musée biographique situé à Erevan (Arménie) consacré au ethno-musicologue et compositeur arménien Komitas. Il est situé à côté du panthéon du parc Komitas du district de Shengavit. Le musée a été inauguré en janvier 2015.

## Musée
Par décision du 24 juillet 2014 du gouvernement arménien, le musée-institut Komitas a été fondé en tant qu'institution à but non lucratif. Il a été construit dans le parc Komitas, en remplacement de l'ancienne maison de la Culture. La construction a été financée par les fondations « Pyunik » et « Luys ». L'architecte du projet est Arthur Meschian. Le musée-institut a été officiellement inauguré le 29 janvier 2015, en présence du président Serge Sarkissian, du Catholicos de tous les Arméniens Karekin II et du Catholicos de Cilicie Aram I.
Le musée possède plusieurs sections: une grande salle de concert, des salles d'expositions permanentes et temporaires, d'un centre de recherche, d'un studio de musique, d'une bibliothèque et d'une maison d'édition. Les effets personnels de Komitas Vardapet sont regroupés dans le musée. La vie et l'œuvre de Komitas, les activités liées à sa carrière musicale et religieuse ainsi que son riche héritage de recherches sur la musique folklorique arménienne, sont exposés en permanence dans huit sections du musée. Le projet est composé et organisé par Vardan Karapetyan et le photographe Alberto Torsello. Il est mis en œuvre par le Conseil international des musées.

### Salles d'exposition

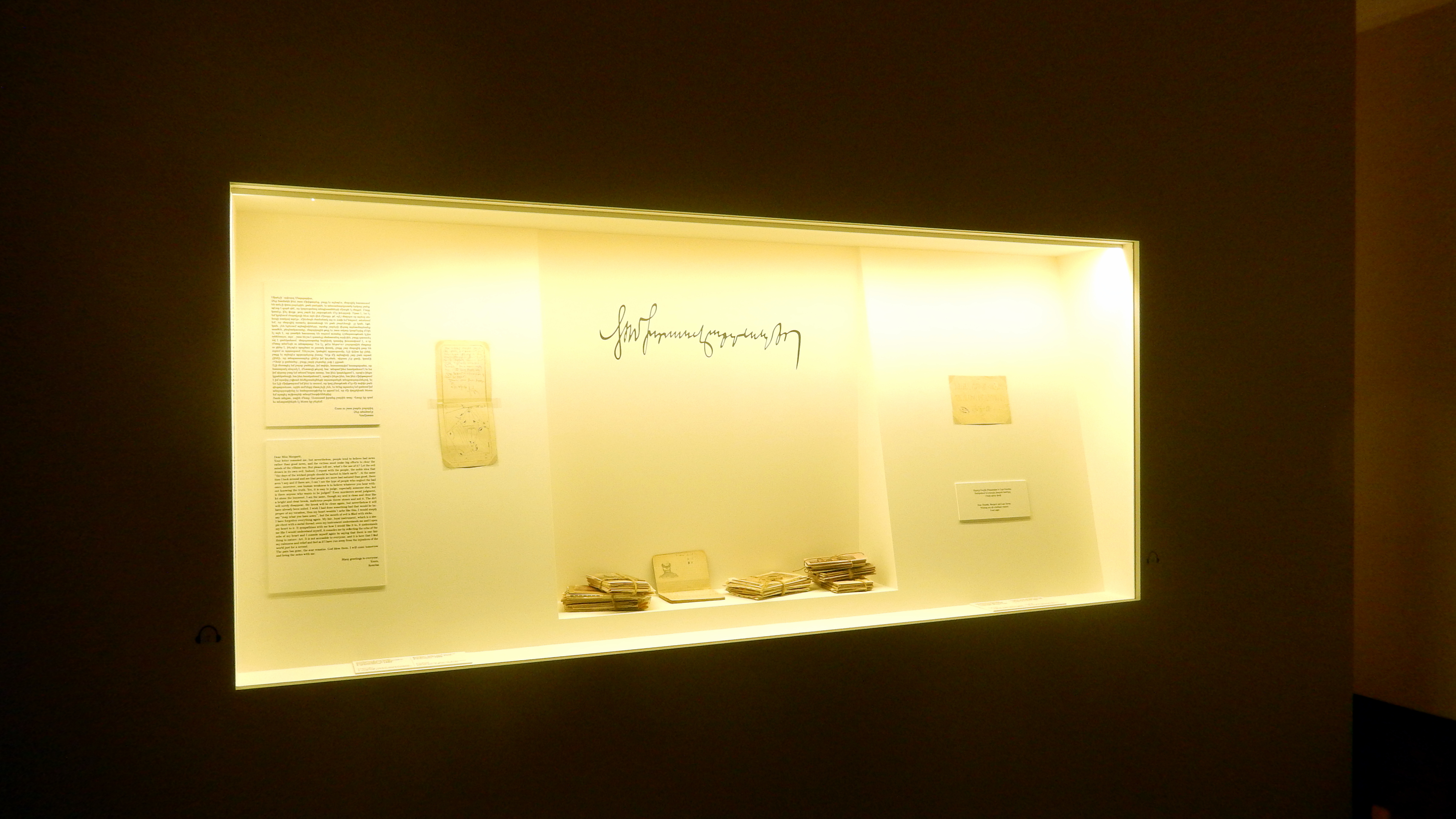
La signature de Komitas

- 1ère salle, "Chronologie": consacrée à la vie de Komitas.
- 2e salle, « Komitas et ses contemporains » : sur le chemin parcouru par Komitas, avec les pensées scientifiques et les valeurs religieuses de ses partenaires.
- 3ème salle, "Pensées de Komitas".
- 4ème salle, "Les œuvres de Komitas dans la recherche folklorique".
- 5ème salle, "Komitas en tant que compositeur".
- 6ème salle, "Komitas et la musique rituelle".
- Salle 7tg, "Les représentations de Komitas".
- 8ème salle, "Héritage de Komitas".

## Galerie

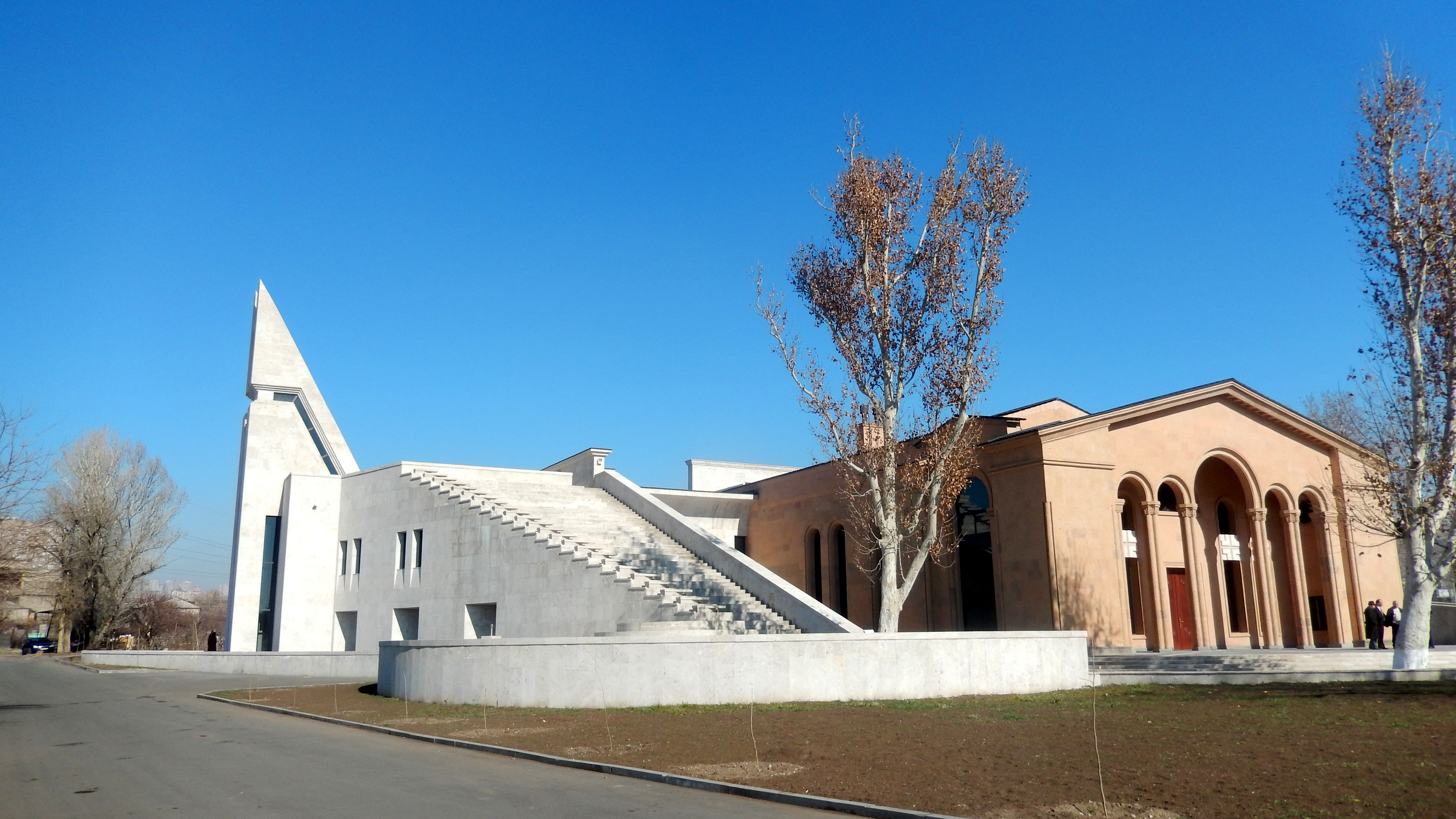
Vue générale
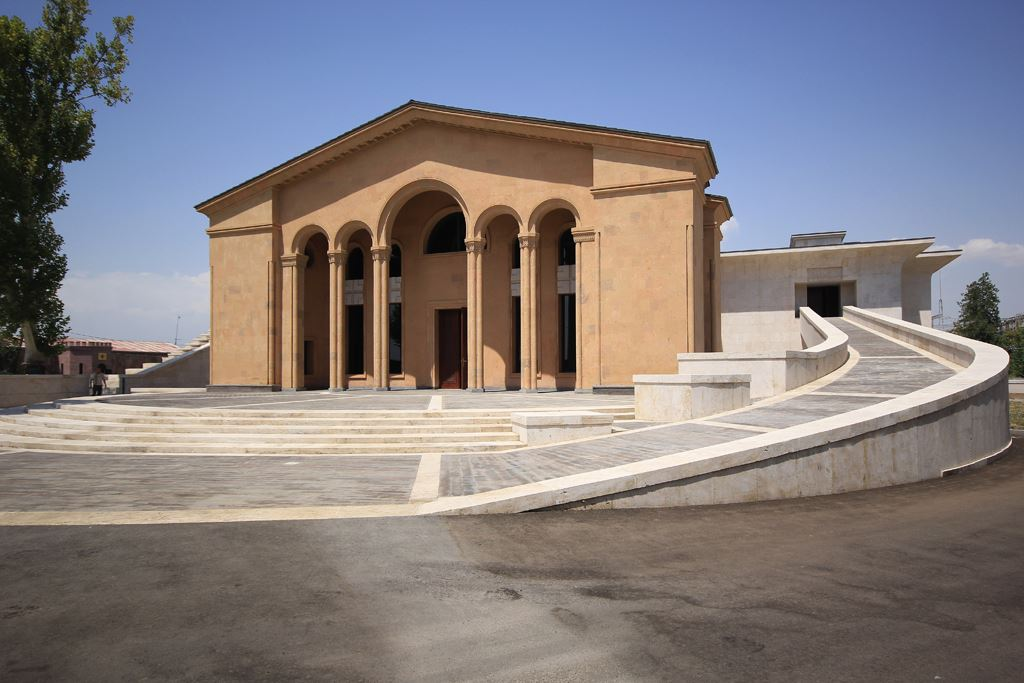
L'entrée
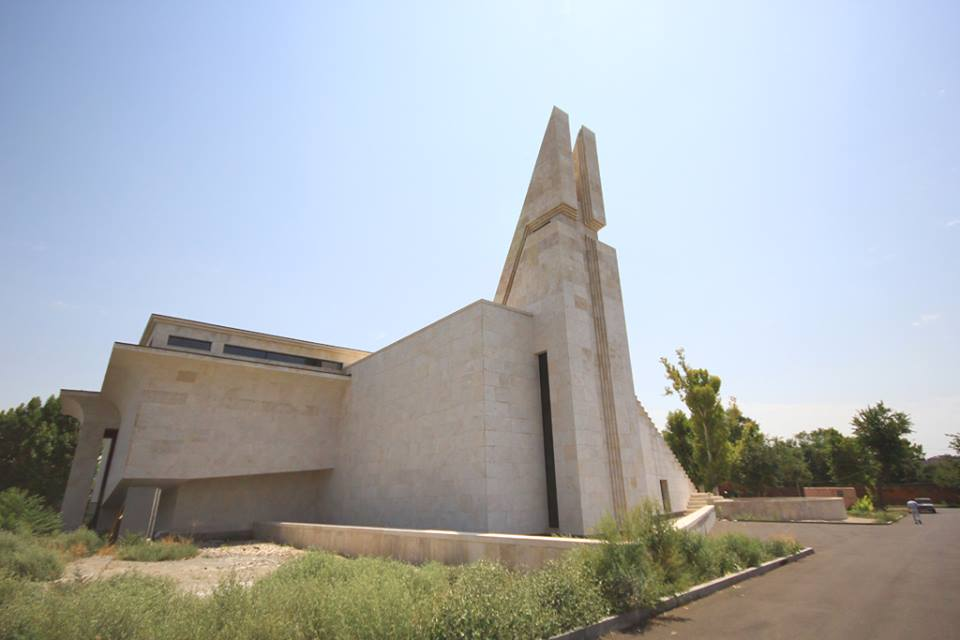
Vue arrière
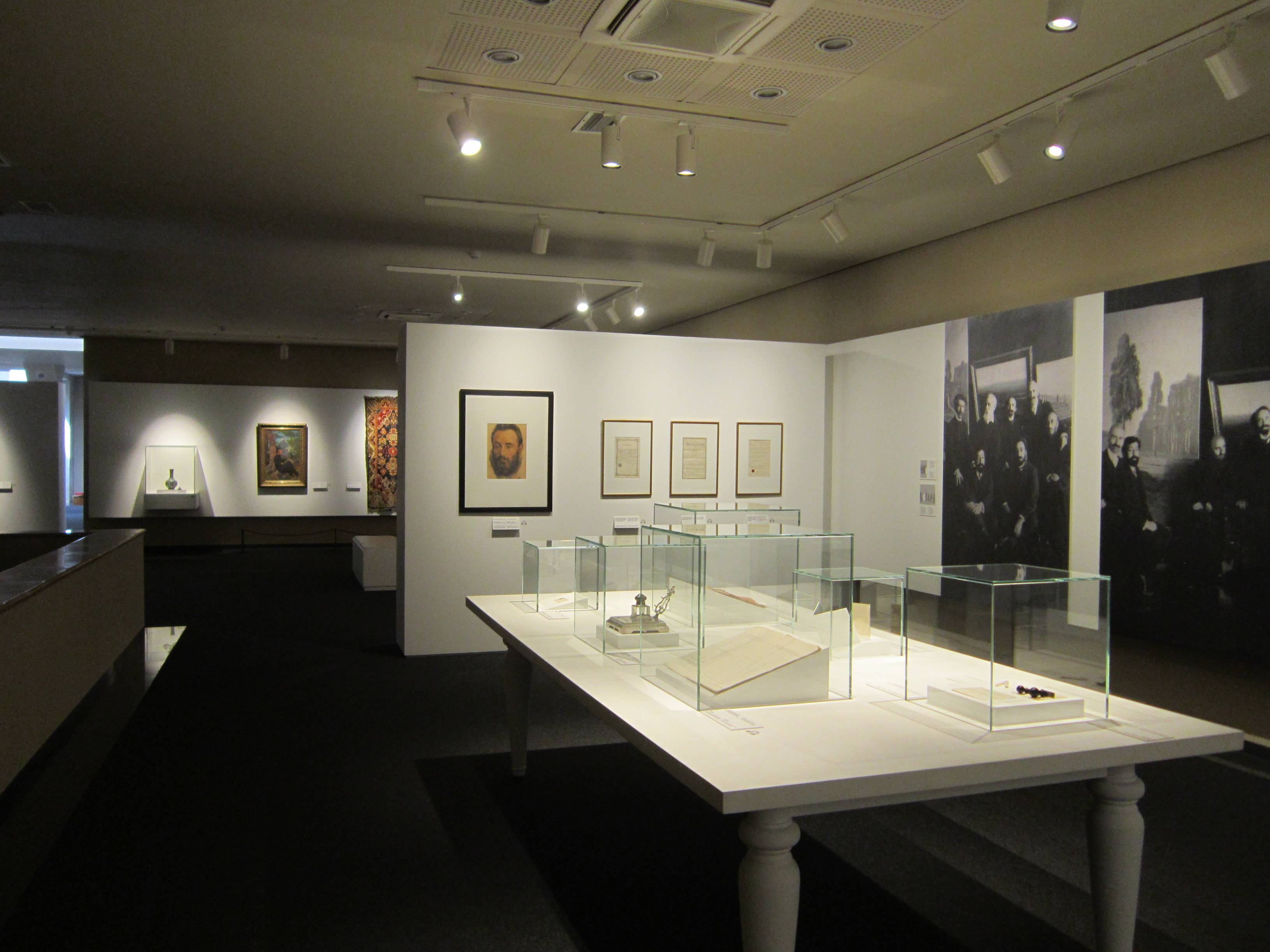
Vue interne